# 피어 듀폰
피어 새뮤얼 듀폰 (Pierre Samuel du Pont, /duːˈpɒnt/; 1870년 1월 15일~1954년 4월 4일)은 유명한 듀폰 가문의 일원이자 미국의 기업인, 자선가이다.
1915년부터 1919년까지 듀폰의 회장을 역임했으며 1940년까지 이사회에 있었다. 또한, 195년부터 1920년까지 제너럴 모터스를 운영하였으며 1920년에 GM의 회장이 되었고, 1928년까지 GM의 이사회에 남아있었다. 그는 다른 주목할 만한 업적들 중에서도 가장 컸던, 1931년에 개관한 엠파이어 스테이트 빌딩의 창립 이사회 멤버 중 한 명이었다.

## 젊은 시절
피어 듀폰은 1870년 1월 15일에 델라웨어주의 윌밍턴 주변의 가문 사유지에서 태어났으며, 그의 고조할아버지인 피어 새뮤얼 듀폰 드 니무어즈(Pierre Samuel du Pont de Nemours)의 이름을 따와 붙였다. 라모트 듀폰(Lammot du Pont)과 메리 벨린이 낳은 세 아들 중 장자로 태어났다.
피어 듀폰의 이름의 어원이 된 그의 고조부는 (제헌의회(Assemblée constituante) 선거 후 '드 느무르'(de Nemours)라는 귀족 관사를 부여받은) 프랑스의 경제학자이자 듀폰 가문의 개조(開祖)였다. 뒤퐁 드 느무르는 그의 아들이자 이후 1802년에 듀폰 사를 세우게 되는 엘뢰테르 이레네 뒤퐁(Eleuthère Irénée du Pont)을 데리고 친척들과 함께 미국으로 이주하였다. 그의 후손들은 이후 두 세기 동안 가장 부유한 미국 비즈니스 왕조 중 하나를 형성하게 된다.
1884년 피어 듀폰은 아버지가 산업재해로 세상을 떠나 하루아침에 아홉 명의 아이들을 이끄는 가장이 되었다. 평생 동안 형제자매들, 그 중에서도 누나들마저 그를 '아버지'로 부를 정도였다.
그는 MIT에 입학해 1890년에 화학 전공 학위를 따며 졸업하였다.

## 경력
1890년 MIT에서 졸업하자마자 브랜디와인강에 있는 일루터리언 밀스(Eleutherian Mills)의 부경영인이 되었다.
피어 듀폰과 그의 사촌 프랜시스 거니 듀폰(Francis Gurney du Pont)은 1892년 뉴저지주에 있는 카니스 포인트(Carney's Point) 공장에서 미국 최초의 무연화약을 개발하게 된다.
그는 1890년대 대부분을 펜실베이니아주 존스타운에 있는 존슨 도로철도 회사라는, 듀폰(본래 T. 콜먼 듀폰이 소유)사 에서 일부 소유한 철강 회사에서 경영진과 함께 일했다. 여기서 그는 이 회사의 사장인 아서 목섬(Arthur Moxham)으로부터 돈을 다루는 법을 배운다. 1899년, 그는 듀폰의 경영 방식이 너무 보수적이라는 것에 불만을 품고, 그는 회사를 그만두고 존슨 사를 인수했다 1901년, 피어 듀폰이 오하이오주 로레인에 있는 존슨 사의 자산을 청산하는 일을 감독하고 있을 때, 그는 존 J. 라스코브(John J. Raskob)를 개인 비서로 고용함으로써, 두 사람 간의 성공적이고 오랜 사업·개인 관계가 시작되었다.

### 듀폰 사의 확장

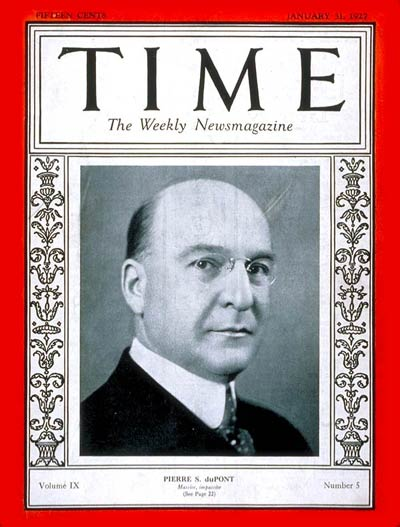
타임의 1927년 1월 31호 잡지 표지에 실린 피어 듀폰

피어 듀폰과 그의 사촌 알프레드 I. 듀폰(Alfred I. du Pont) 및 T. 콜먼 듀폰(T. Coleman du Pont)은 1902년, E. I. 듀폰 드 니무어즈 앤 컴퍼니를 인수하여 회사를 가문의 손에 맡기려고 했다. 이는 유진 I. 듀폰(Eugene I. du Pont) 사장의 사망 후에 일어났다. 그들은 소규모의 화약 회사를 인수하기 시작했다. 이 때 피어 듀폰은 콜먼 듀폰이 병에 걸려 1914년까지 재무·부사장 겸 사장 대행을 역임했다.
1915년, 외부 인사들이 포함되고 피어 듀폰 주도의 그룹이 콜먼 듀폰의 주식을 매입했다. 알프레드 듀폰은 이에 불쾌감을 느끼며 피어 듀폰을 배임 혐의로 고소하였다.
피어 듀폰은 1919년까지 듀폰 사의 사장으로 있었다. 피어는 그 기간 동안 듀폰에 현대적인 경영 구조와 회계 정책을 도입하고, 투자수익률(ROI)을 가장 중요한 개념으로 만들었다. 제1차 세계대전 동안, 듀폰 사는 연합국의 군수품 계약에 대한 선급금 덕분에 매우 빠르게 성장했다.
그는 타임지의 1927년 1월 31일자 표지에 실렸다. 같은 해 델라웨어 신시내티 협회(Society of the Cincinnati)의 명예 회원으로 선출되었다. 1930년에는 펜실베이니아 철도 사 (Pennsylvania Railroad)의 이사로 선출되었다.

### 제너럴 모터스
1915년, 피어 듀폰은 제너럴 모터스의 임원으로 선출되었는데, 그는 제너럴 모터스의 성공에 중요한 인물이었으며, 회사에 상당한 개인 투자를 구축했을 뿐만 아니라 이 회사에 투자하자는 듀폰 사에 대한 존 J. 라스콥의 제안을 지지한 것으로 알려졌다.
1920년, 피어 듀폰은 전임인 윌리엄 듀란트의 뒤를 이어 GM 새로운 사장이 되었고 1923년에 은퇴해 알프레드 슬론이 새로운 사장이 되었다. 피어 듀폰은 GM의 회장이 되었지만, 그가 민주당 전국위원회에 관여하는 것에 대해 슬론과 라스코브 간의 불화가 있었는데, 이에 대한 응답으로 사임했다. 피어 듀폰이 이사회에서 은퇴할 즈음에 GM은 전 세계에서 가장 큰 회사가 되었다.

### 듀폰 사와 MIT
피어 듀폰은 그의 가문 일원 중에서는 최초로 메사추세츠 공과대학교에 입학하였다. 그의 남동생인 이레네 듀폰(Irénée du Pont, 1897)과 라모트 듀폰 2세 (Lammot du Pont II, 1901도 MIT를 졸업했다. 피어 듀폰과 그의 친척 및 듀폰 사는 오랜 세월 동안 너그러운 후원자로서, 대학을 위한 여러 기부금, 장학금 및 능력직을 수립하는 데 있어 도움을 주었다. 1917년 MIT가 현재 자리하고 있는 케임브리지로 이전했을 때, 피어·T. 콜먼 듀폰, 찰스 헤이든(Charles Hayden)은 채굴학, 공학 및 금속학부(현재의 재료과학·공학부)를 위한 장소를 제공하기 위해 21만 5천 달러를 기부했다.
피어 듀폰은 여러 이사회와 위원회에서 활동했으며, 1916년부터 1951년까지 대학 이사회인 MIT 코퍼레이션의 회원으로 있었다. 1951년 이사회에서 물러나면서 동생 라모트와 함께 종신 명예회원이 되는 영예를 안았다.
2000년, 듀폰 MIT 얼라이언스(DMA)가 결성되었다. 듀폰은 이후 10년 동안 대학에 5,500만 달러를 기부하여 20개의 다양한 연구 프로젝트에 자금을 지원했다.

### 말년
피어 듀폰은 1940년 듀폰 사의 이사회에서 은퇴하였다. 또한 델라웨어 주 교육위원회에 속해 있었으며, 델라웨어주의 여러 공립학교에 수백만 달러를 기부하여 델라웨어주의 낡은 흑인학교들을 대체하기 위한 자금을 마련했다.
1943년, 그의 족보 연구서인 『1739~1942년 사이 듀폰 가문의 족보』(Du Pont family, 1739–1942)이 출간되었다.

## 사생활

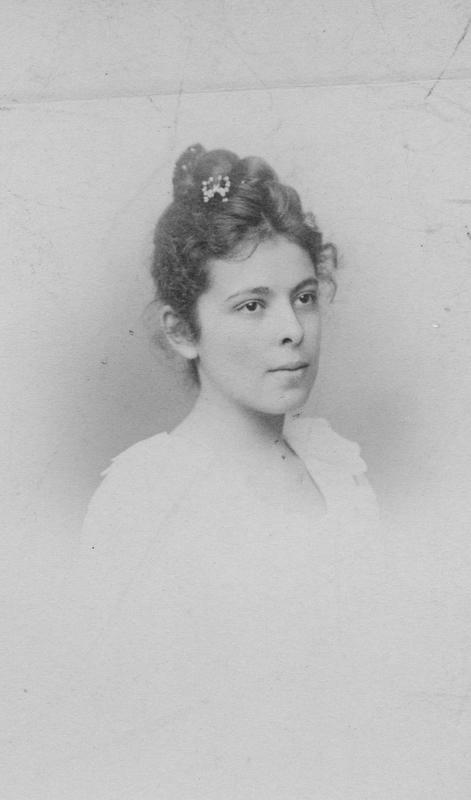
피어 듀폰은 1915년에 그의 고종사촌인 앨리스 벨린 듀폰과 결혼했다.(앨리스 듀폰은 1944년에 사망했다.)

피어 듀폰은 45세까지 독신이었다. 1915년 10월 16일, 어머니가 돌아가신 후 그는 펜실베이니아주 스크랜턴 출신의 헨리 벨린 주니어(Henry Belin Jr.)의 딸이자 고종사촌인 앨리스 벨린 (Alice Belin, 1872~1944)과 결혼했다. 결혼식은 맨해튼의 파크 가 400번지에 위치하는 그녀의 남동생 F. 라모트 벨린 (F. Lammot Belin)의 집에서 열렸다. 펜실베이니아주에서는 고종사촌간의 혼인을 법으로 금지했기 때문에 둘은 뉴욕시에서 결혼했다. 자손은 남기지 않았다.
1944년 6월 23일 피어 듀폰의 아내가 펜실베니아주 케넷 스퀘어에 있는 집에서 먼저 세상을 떠났다.
피어 듀폰은 거의 10년 후인 1954년 4월 4일에 델라웨어주 윌밍턴의 메모리얼 병원에서 숨을 거두었다. 롱우드(Longwood)에서 열린 장례식 후에는, 브랜디와인강변의 듀폰 가 공동묘지에 안장되었다.

### 유산
피어 듀폰은 1917년에 미국철학학회(American Philosophical Society)에서 선출되었다. 1919년에는 델라웨어주 교육위원회의 일원이 되어 1920년대에 회장이 되었다. 당시 델라웨어주의 주법은 백인 납세자들로부터 모금된 돈을 흑인 아동들을 위한 주립학교 지원에 사용하는 것을 금지했다. 흑인학교들의 열악한 환경에 경악한 피어 듀폰은 86개의 새로운 학교 건물을 짓기 위해 4백만 달러를 기부했다. 1927년에 피어 듀폰이 델라웨어주에 사는 전체 학생의 43%를 위한 학교 건물을 지어준 것으로 보고되었다. 그는 1925년 델라웨어의 조세위원이 되어, 자신의 직위를 활용해 세무서를 현대화하고 세금이 잘 걷히도록 했다.
1927년에 피어 듀폰은 금주법 개정 반대 협회(Association Against the Prohibition Amendment)의 협회장이 되었다. 그와 가족들은 이 단체의 핵심 기부자 가운데에 있었다.
피어 듀폰은 아름다운 정원과 분수대 및 온실이 있는 자신의 사유지인 롱우드 정원(Longwood Gardens)을 대중에게 개방한 것으로 잘 알려져 있다. 이 정원은 그의 해외 여행 중 방문했던 전 세계의 위대한 여러 정원들에서 영감을 받아 건축된 것이다.
윌밍턴의 (과거에는 고등학교였던) 피어 듀폰 중학교은 그의 이름에서 따온 것이다. 델라웨어 대학교에 있는 듀폰 홀(Du Pont Hall)이라는 건물의 경우에도 그의 이름에서 따온 것이다. 이 건물은 공과대학 전용의 사무실과 연구실들을 수용한다. 또한 1924년에 펜실베니아주 케넷 고등학교의 건설 및 설립을 위해 90만 달러를 기부했는데, 이는 오늘날 기준으로 1,280만 달러가 넘는 금액이다.
1942년에 피어 듀폰의 이름을 딴 리버티선이 명명되었다. 1942년 8월 27일에 진수되어 제2차 세계 대전에서 살아남았다. 이 배는 1948년에 선체에 균열이 생겼으나, 수리되어 1971년에 폐기 처리될 때까지 국방예비함대(National Defense Reserve Fleet)에 남아 있었다.